# Tata Pr1ma
O Pr1ma é um sedan conceitual compacto apresentado pela Tata Motors na edição de 2009 do Salão de Genebra.